# Sieniawa Żarska
Sieniawa Żarska – wieś w Polsce położona w województwie lubuskim, w powiecie żarskim, w gminie Żary. W latach 1975–1998 miejscowość administracyjnie należała do województwa zielonogórskiego. 

## Historia
Pierwsze wzmianki o Sieniawie, jako wsi lennej będącej w swojej historii w posiadaniu Bibersteinów i Promnitzów, pochodzą z XIV wieku. Budowa linii kolejowej Berlin – Wrocław, przebiegającej przez wieś, doprowadziła do jej rozwoju w połowie XIX stulecia.

## Architektura i zabytki

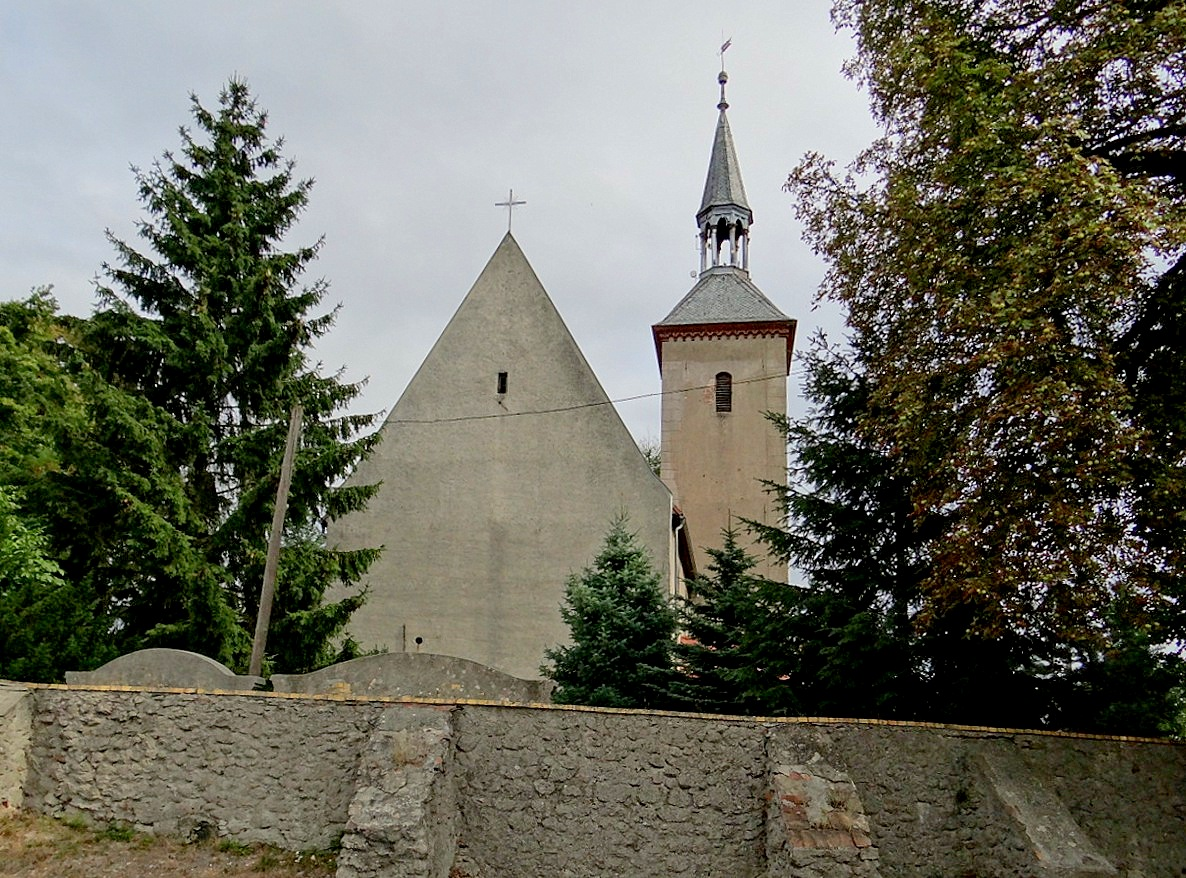
Sieniawa Żarska. Kościół św. Piotra i Pawła

Do wojewódzkiego rejestru zabytków wpisane są:
- kościół filialny pod wezwaniem śś. Piotra i Pawła, gotycki, wzniesiony w XIV wieku, potem przebudowywany w pocz. XVI w. i rozbudowywany: wieża w 1809 r. i hełm wieży w 1867 r. Jednonawowa świątynia jest murowana z kamienia, prostokątne prezbiterium nakrywa późnogotyckie sklepienie sieciowe, od strony południowej przylega wieża, a od północy zakrystia. Dawniej kościół ewangelicki pod wezwaniem św. Jerzego
- dawna plebania, obecnie przedszkole, parterowa, ceglana, zbudowana w 1737 roku i powiększona w XX stuleciu
- w centrum wsi znajdują się dwa pomniki – pierwszy po lewej poświęcony poległym w I wojnie światowej – drugi naprzeciwko poległym w wojnie Napoleońskiej.
- za stadionem sportowym przy drodze prowadzonej do miejscowości Miłowice, znajdują się dwa pomniki wybudowane w 1923 r. – jeden poświęcony poległym byłym sportowcom, drugi natomiast istniejącej grupie lekkoatletycznej.

### Inne zabytki
- dobrze zachowany młyn wodny, tzw. „średni”, któremu dawniej towarzyszyły jeszcze dwa inne: „wysoki” i „niski”,
- dwa domy mieszkalne z XVIII wieku, jeden wybudowany w 1793 r., drewniane, o konstrukcji zrębowej, częściowo podmurowane w XIX stuleciu.

## Kultura
W Sieniawie Żarskiej funkcjonował zespół „Jarzębinki”, który powstał w lutym 1999 roku przy Kole gospodyń wiejskich. Od początku zespołem kierowała pani Sylwia Romanowska. Akompaniatorem natomiast był Henryk Romanowski (akordeon, keyboard). Zespół wydał 2 płyty CD (jedna z utworami ludowymi i ukraińskimi, druga z piosenkami ukraińskimi) oraz płytę CD z materiałami promocyjnymi, zrealizowana przez Radio Zachód.
Od 2016 roku w Sieniawie odbywa się festiwal „Ściernisko” zainicjowany przez członka grupy „Paranienormalni” Roberta Motykę.
Na terenie wsi działa fundacja Pięknolesie, która pozyskuje granty na działalność kulturalną i sportową we wsi.

## Edukacja
Do 2006 roku w Sieniawie Żarskiej funkcjonowała publiczna szkoła podstawowa i gimnazjum. Ze względu na zły stan techniczny szkoły podstawowej oraz małą liczbę uczniów została ona zamknięta i przeniesiona do gimnazjum, a młodzież z gimnazjum przeniesiono do nowo wybudowanej placówki w Grabiku (województwo lubuskie). W 2008 roku dawną szkołę podstawową wyremontowano i przerobiono na budynek mieszkalny.

## Sport
- Z Sieniawy Żarskiej pochodzą dwaj znani polscy zapaśnicy Józef i Mieczysław Tracz.
- We wsi znajduje się boisko sportowe (służące sportowcom także obecnie) powstałe w 1923 roku. W rok później postawiono w lesie obok boiska obelisk upamiętniający poległych w czasie I wojny światowej sportowców, mieszkańców Sieniawy.
- W 2012 roku otwarto boisko wielofunkcyjne im. Józefa Tracza.

### Piłka nożna (Delta Sieniawa Żarska)
Początki zorganizowanej działalności sportowej w Sieniawie Żarskiej sięgają końca XIX wieku, kiedy to w listopadzie 1882 roku założono Towarzystwo Gimnastyczne. Systematyczny rozwój Towarzystwa sprawił, że w okresie międzywojennym jego członkowie brali udział w zawodach m.in. w Monachium, Kolonii i Wrocławiu. Po II wojnie światowej, w 1948 roku, powstał w Sieniawie Żarskiej Klub LZS. Jednym z założycieli i pierwszym prezesem był Tadeusz Kokot. W latach następnych pełnili tę funkcję: Edward Makowiecki, Jerzy Tomkiewicz, Andrzej Mrozek i Ryszard Mrzygłocki. W latach 50. uprawiano kilka dyscyplin sportowych, ale podstawową sekcją była drużyna piłkarska, która jako jedyna nie przerywała działalności przez cały okres istnienia Klubu. Piłkarze z Sieniawy występowali początkowo pod nazwą LZS, potem POM Sieniawa, a obecnie Delta Sieniawa Żarska. Na początku lat 80. na dwa sezony awansowali do klasy A.

### Zapasy (UKS OSA Sieniawa Żarska)
Uczniowski Klub Sportowy OSA jest klubem jednosekcyjnym. Zajmuje się szkoleniem adeptów zapaśnictwa. Klub ściśle współpracuje z MLKS Agros Żary, przekazując zawodników oraz zawodniczki, które osiągnęły odpowiedni wiek oraz poziom sportowy. Uczniowski Klub Sportowy OSA powstał w 2000 roku z inicjatywy mgr. Grzegorza Osockiego przy szkole podstawowej w Olszyńcu. Następnie siedziba została przeniesiona do Sieniawy Żarskiej gdzie znajduje się do dziś.
Z UKS OSA wywodzą są medaliści wielu imprez o randze międzynarodowej oraz ogólnopolskiej:
- Marta Podedworna – mistrzyni Europy juniorek 2004, wicemistrzyni Europy juniorek 2005, wielokrotna mistrzyni Polski we wszystkich kategoriach wagowych.
- Dominika Osocka – wicemistrzyni Europy juniorek, brązowa medalistka mistrzostw Europy juniorek, brązowa medalistka mistrzostw Europy kadetów, piąta na mistrzostwach świata w Chinach 2007, uczestniczka mistrzostw świata seniorek. Wielokrotna medalistka mistrzostw Polski we wszystkich kategoriach wiekowych.
- Daria Osocka – mistrzyni Polski seniorek (brązowa medalistka mistrzostw Europy kadetek, brązowa medalistka mistrzostw Europy juniorek, kilkukrotna mistrzyni Polski, zdobywczyni Pucharów Polski) we wszystkich kategoriach wagowych – podopieczne trenera Grzegorza Osockiego.
- Przemysław Podedworny, Piotr Bawarowski (medaliści OOM, PPK oraz MMPK) – podopieczni trenera Jarosława Tomczaka.

Obecnie wszyscy ci zawodnicy trenują w Kadrze MLKS AGROS Żary.

## Osoby związane z Sieniawą Żarską
- Robert Motyka
- Józef Tracz
- Mieczysław Tracz